# Îles Marietas
Pour les articles homonymes, voir Marieta.
Les îles Marietas (en espagnol : Las Tres Marietas ou Islas Marietas) sont un archipel inhabité de l'océan Pacifique, à 7,9 km des côtes de l'État de Nayarit, au Mexique,  et à 35 km à l'ouest-nord-ouest de Puerto Vallarta, dans l'État voisin de Jalisco. Il est formé de deux îles et deux îlots. Cette ancienne zone militaire devenue parc national protégé est une destination touristique très prisée notamment pour sa plage artificielle créée par l’explosion d’une bombe ainsi que pour sa faune marine abondante.

## Histoire
Les îles Marietas se sont formées à la suite d'une activité volcanique il y a plusieurs milliers d'années. Elles sont à environ une heure de bateau de Puerto Vallarta et sont visitées chaque jour par des centaines de touristes.
Le gouvernement mexicain transforme ces iles inhabités en zone militaire durant les années 1900.
De nombreux essais militaires et des fortes explosions de bombes ont eu lieu créant des grottes et des formations rocheuses étonnantes. Après un gros tollé international à la fin des années 1960, et grâce à l'intervention de quelques scientifiques comme Jacques-Yves Cousteau, le gouvernement mexicain décide de mettre fin à ces essais et crée un parc national protégé contre toute activité humaine, de pêche, ou de chasse.

## Tourisme
Le parc national a créé un environnement propice au développement de l'écosystème marin qui est devenu un endroit populaire pour la plongée sous-marine. À travers les eaux claires tropicales et les récifs coralliens, on y observe des tortues de mer, des raies manta, des pieuvres, des dauphins, des baleines à bosse et des milliers d'espèces de poissons tropicaux. Les îles abritent également quelques milliers d'oiseaux avec des espèces telles que le fou à pieds bleus.
En 2016, en raison d'une trop forte affluence (jusqu'à 3000 personnes par jour), les autorités ferment le parc pendant six mois, en profitant notamment pour replanter du corail. Désormais, le nombre de visiteurs est limité à 650 par jour, dont 116 pour la plage cachée.

### La plage cachée des îles Marietas
Située dans une sorte de cratère à ciel ouvert et baignée de soleil, cette plage est artificielle et a été créée par l’explosion d’une bombe qui aurait atterri malencontreusement à cet endroit lors des essais militaires du siècle passé. Surnommée « la plage cachée » (Playa Escondida) ou encore « la plage de l’amour » (Playa del Amor), ce banc de sable uniquement accessible à marée basse attire des touristes du monde entier.